# Annika Nessvold
Annika Nessvold, född 24 februari 1971, är en svensk före detta fotbollsspelare.
Nessvold, som växte upp i en fotbollsengagerad familj, fostrades i IFK Värnamo men gick 1991 till Malmö FF, där hon vann SM-guld 1994.
Hon spelade 35 A-landskamper (6 mål) för Sverige, och var med i truppen som tog silver i VM 1995. Hon var även med i VM 1995 och OS 1996, där hon spelade Sveriges samtliga tre matcher då man åkte ut i gruppspelet.
Nessvold avslutade karriären 1997. Hon arbetar som mäklare och har efter karriären varit engagerad i Limhamn Bunkeflo, där sonen Jonathan spelade.